# Contea di Fugong
La contea di Fugong (福贡县S, Fúgòng XiànP) è una contea della Cina, situata nella provincia di Yunnan e amministrata dalla prefettura autonoma lisu di Nujiang.